# 小津権現山

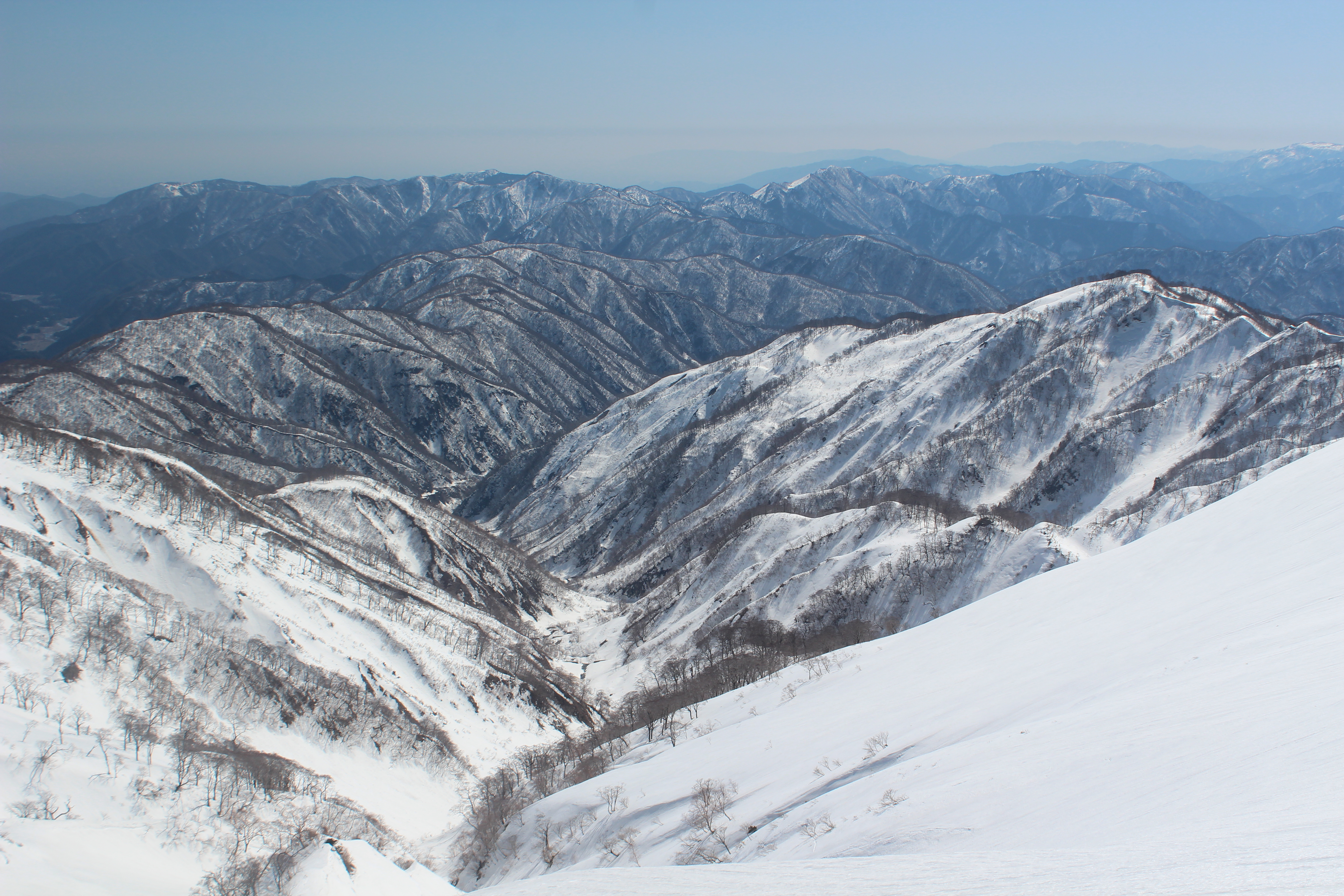
能郷白山から望む小津三山（左から雷倉、花房山、小津権現山）へと延びる尾根

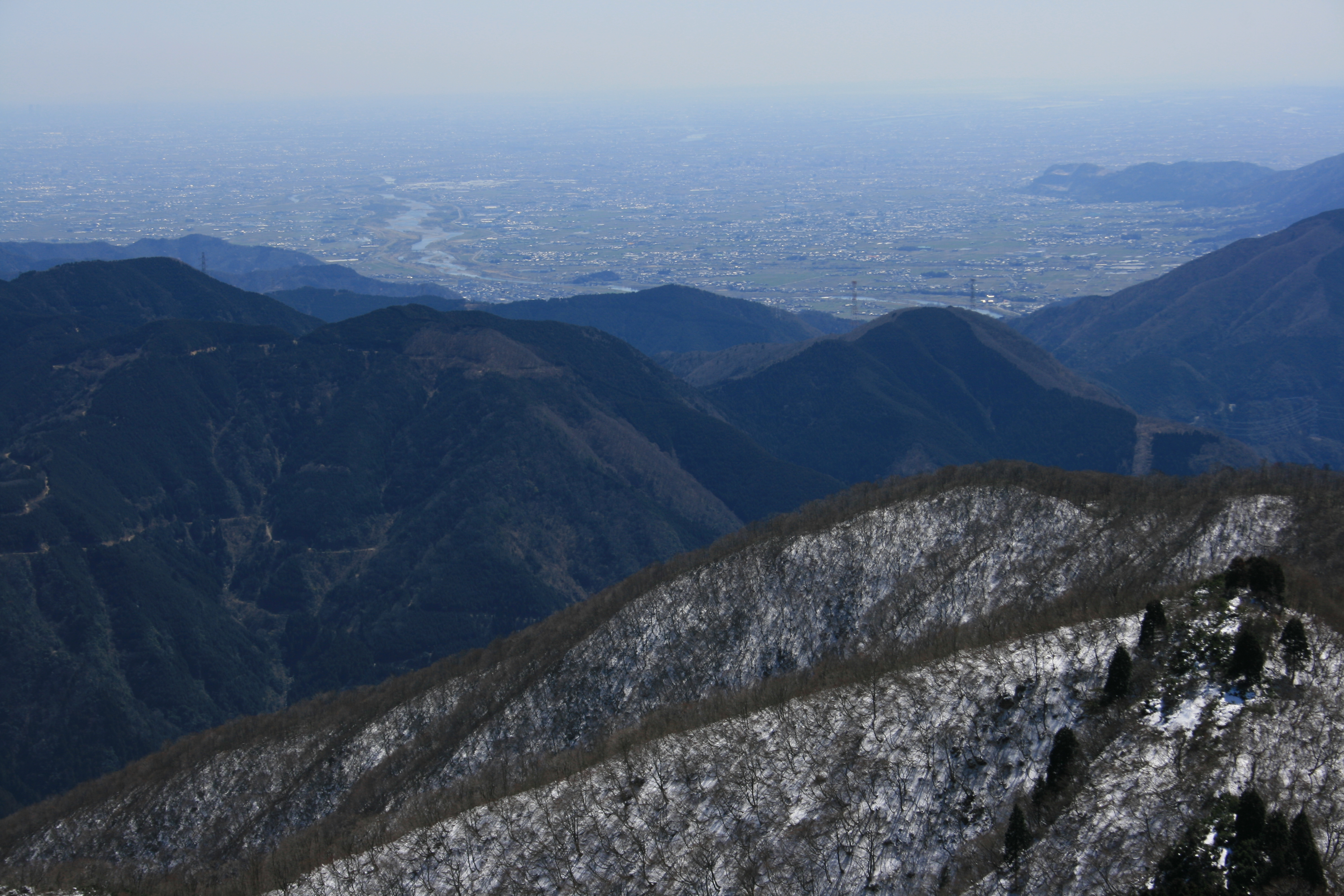
小津権現山から望む濃尾平野と揖斐川

小津権現山（おづごんげんさん、おづごんげんやま）は、両白山地南部（越美山地）の岐阜県揖斐郡揖斐川町にある標高1,158mの山。別名が、権現山。

## 概要
濃尾平野から北西に小津三山の山並みを望むことができ、その最南端の山である。ぎふ百山の一つに選定されている。能郷白山と共に白山権現社を祀る山であり、山名の権現山は白山権現を祀る山であることに由来し、山頂から白山を望むことができる。南東山麓の小津に白山神社及び南山麓の樫原には峯山神社の白山信仰の神社ある。樹齢約800年の「小津白山神社の杉」は、1971年（昭和46年）9月14日に岐阜県の天然記念物の指定を受けている。南東の麓の小津集落（旧久瀬村）には、かつて木地師が住んでいて、小津木地師が活躍した里として知られている。白山権現社の灯篭には「元文庚申歳八月小津惣村木地惣中」と刻まれている。

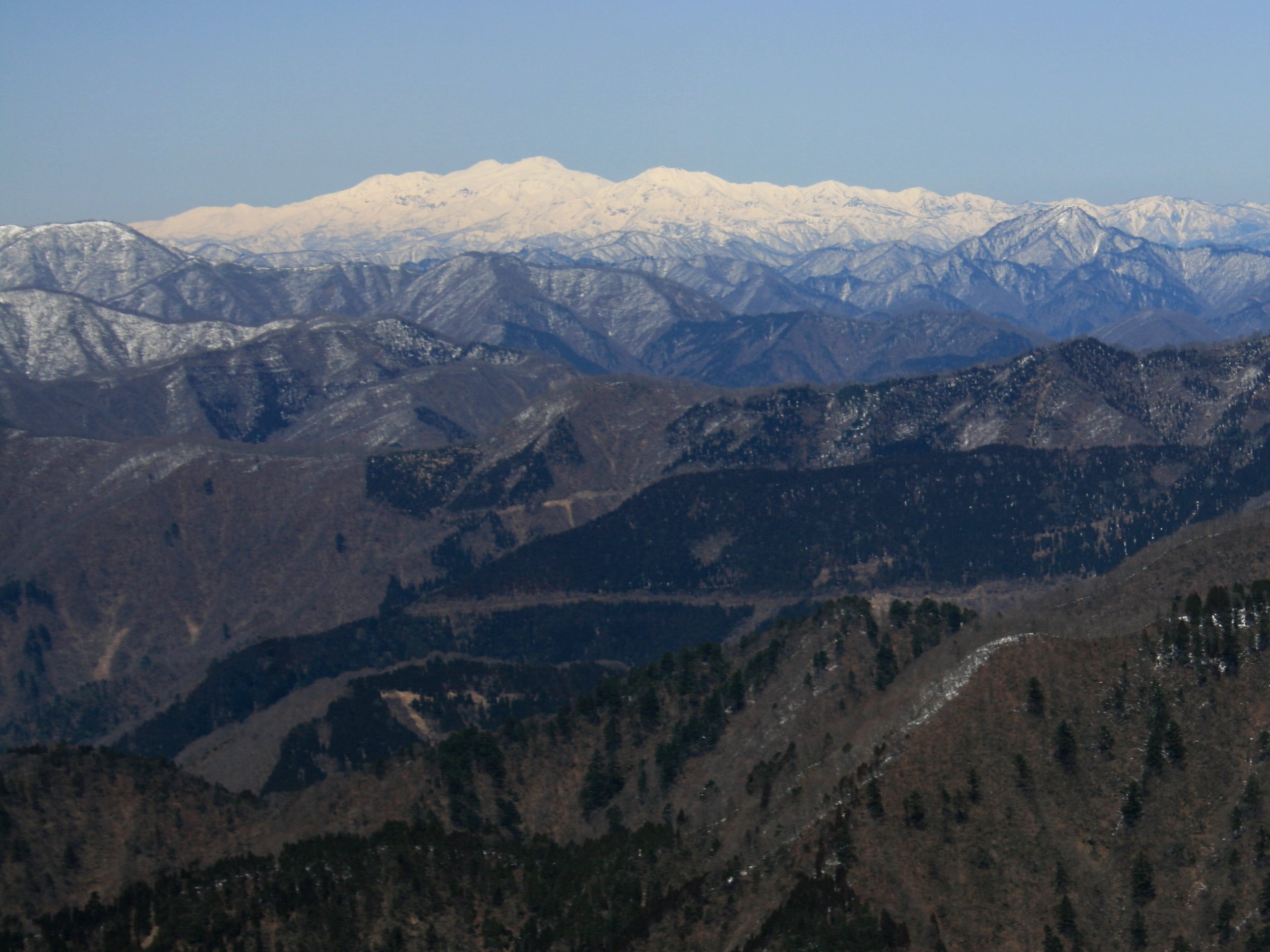
白山権現を祀る山で、山頂から白山を望むことができる
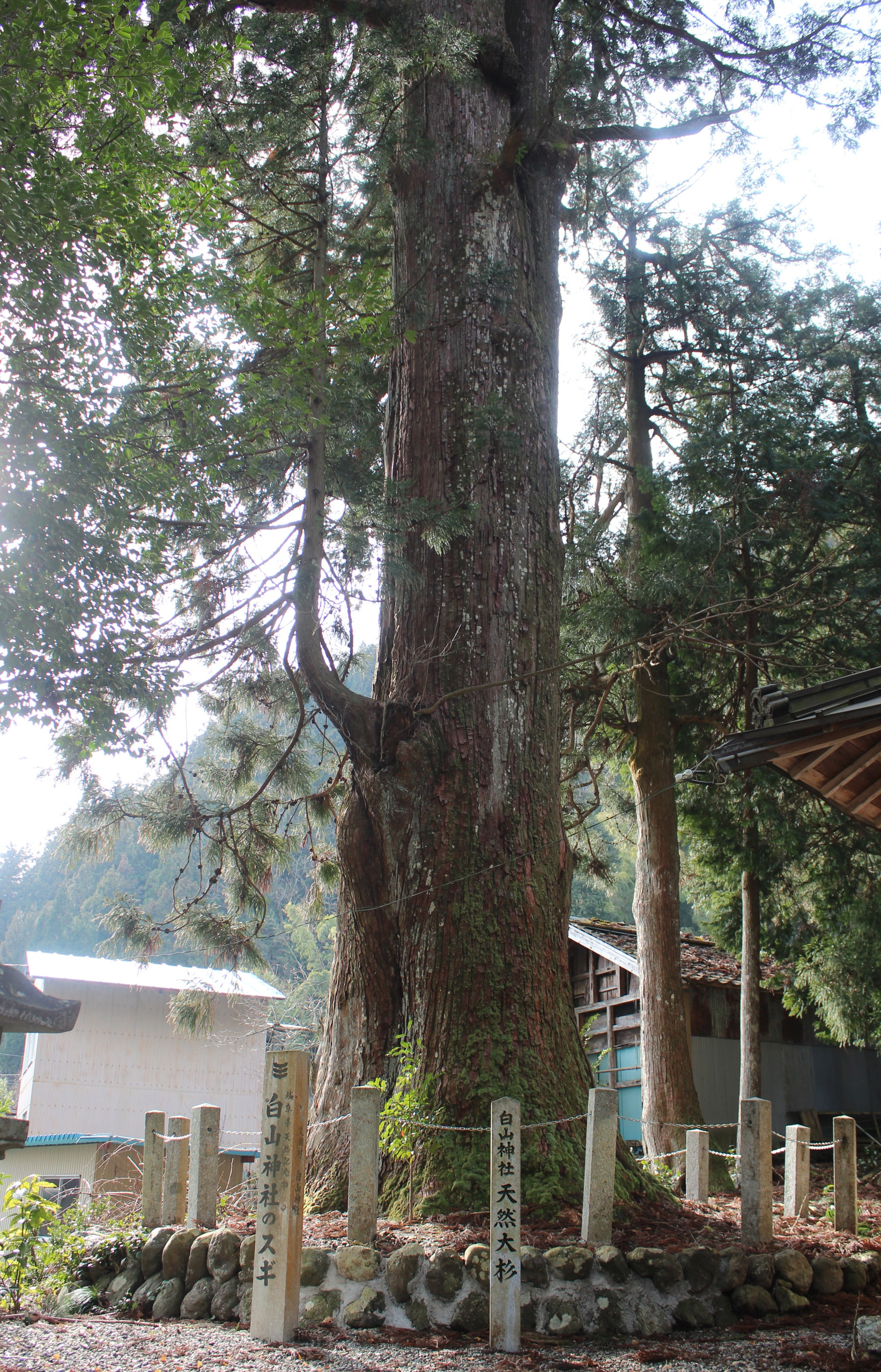
山麓の揖斐川町小津の白山神社にある「小津白山神社の杉」（岐阜県の天然記念物）

## 小津三山
能郷白山から派生する尾根に連なる小津権現山、花房山、雷倉の三山が小津三山と呼ばれている。
| 山容                                          | 山名       | 標高 （m） | 三角点等級 基準点名 | 小津権現山からの 方角と距離（km） |
| --------------------------------------------- | ---------- | ---------- | ------------------- | --------------------------------- |
| 花房山から望む雷倉（2008年12月16日）          | 雷倉       | 1,168.63   | 二等 「矢谷」       | 北東 6.4                          |
| 小津権現山から望む花房山（2009年1月4日）      | 花房山     | 1,189.49   | 三等 「水飲」       | 北東 3.4                          |
| 北側の稜線から望む小津権現山（2010年3月22日） | 小津権現山 | 1,157.70   | 二等 「小津」       | 0                                 |

## 登山
やぶ山で登山道はなかったが、1981年（昭和61年）に南東の小津からの登山道が開設された。その後杉谷林道終点に新しい登山口が開設された。日本山岳会岐阜支部などが中心となり2007年（平成19年）8月11日に藤波谷登山道を開設し、その中間点付近では「小津の森のづくり」の活動が行われている。切り開かれた山頂には二等三角点と大権現白山神社の小さな祠がある。西側以外は展望が開けクマザサが生い茂えり、北側に花房山その奥に能郷白山、白山、北アルプス、御嶽山や濃尾平野を望むことができる。冬は冠雪し、登山適期は春と秋、新緑は5月初旬ごろで紅葉は10月中旬ごろ。登山道の上部では、イワウチワ、コブシ、ホンシャクナゲ、ブナなどが見られる。山麓の旧久瀬中学校（現在の北和中学校）では全校生徒による登山が行われていた。以下の三つの登山道がある。
- 小津（白山権現社）：杉谷林道終点 - ロボット雨量計跡 - 高屋山（956m、点名「高屋」の三等三角点）[1] - 前衛峰 - 小津権現山[3][6][4][9]
- 藤波谷（国道417号）：林道合流点 - 小津の森 - 小津権現山
- 花房山縦走路：花房山の登山口 - 花房山 - モレ谷林道分岐点 - 小津権現山

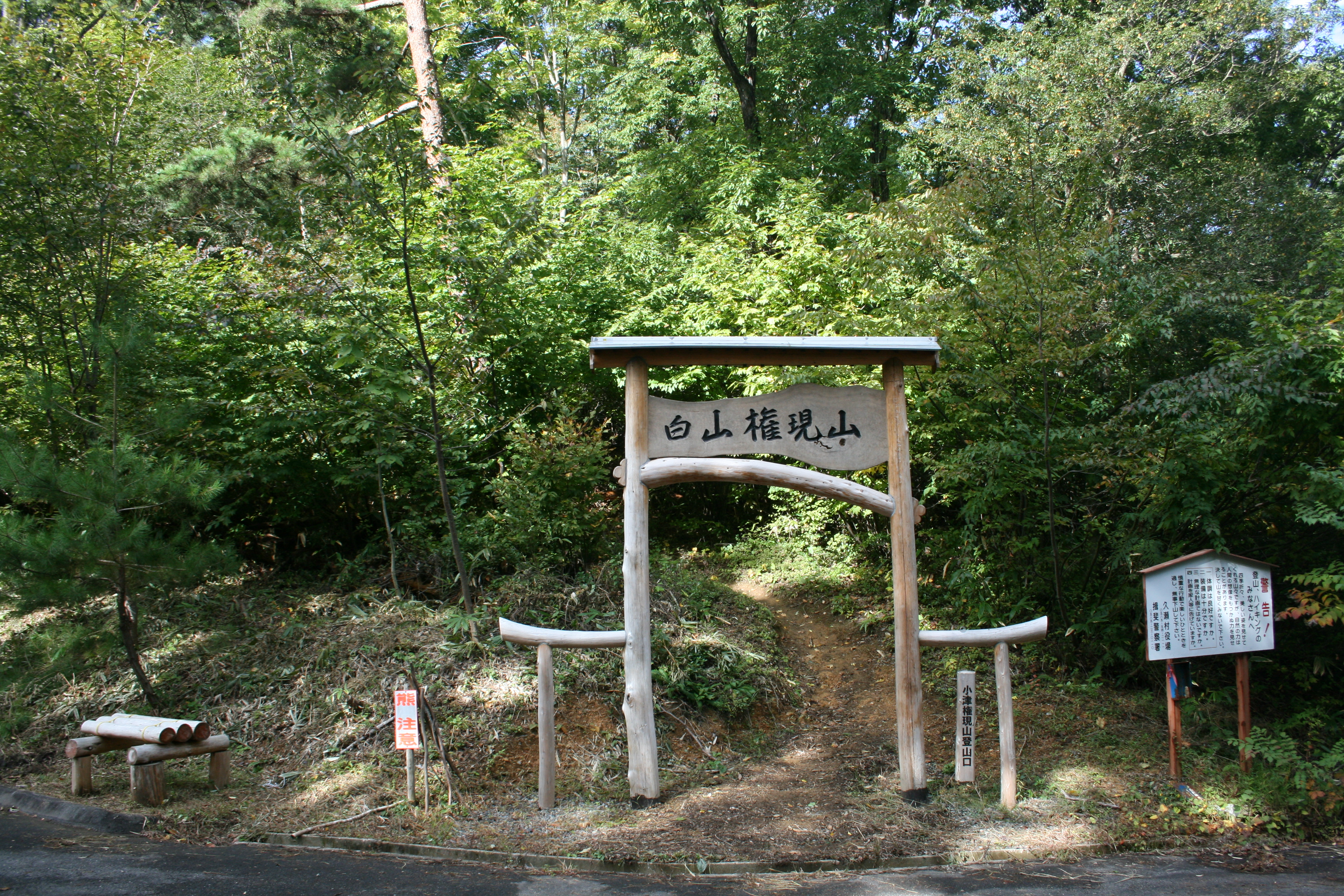
小津権現山の杉谷林道終点の登山口
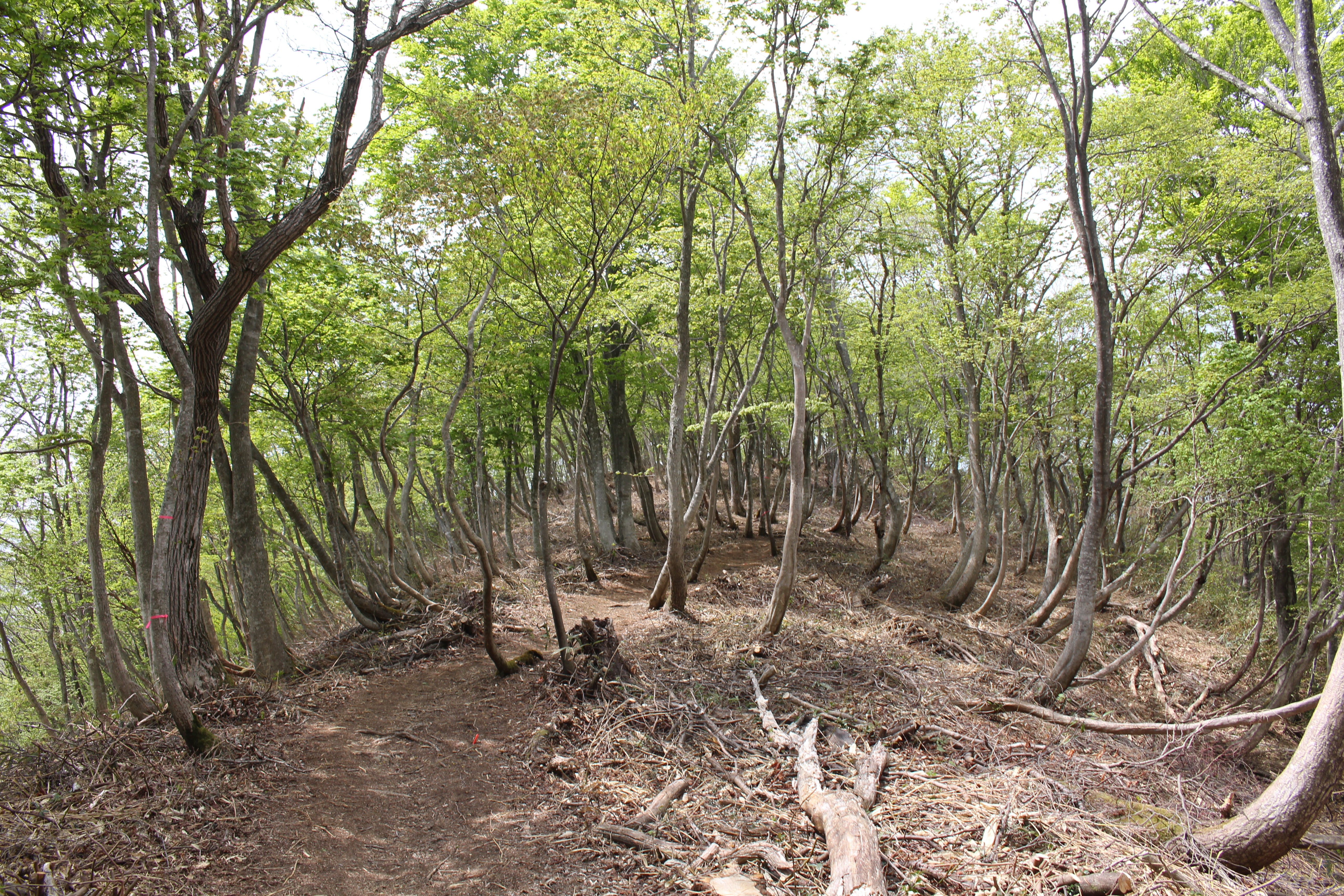
小津ルートの登山道
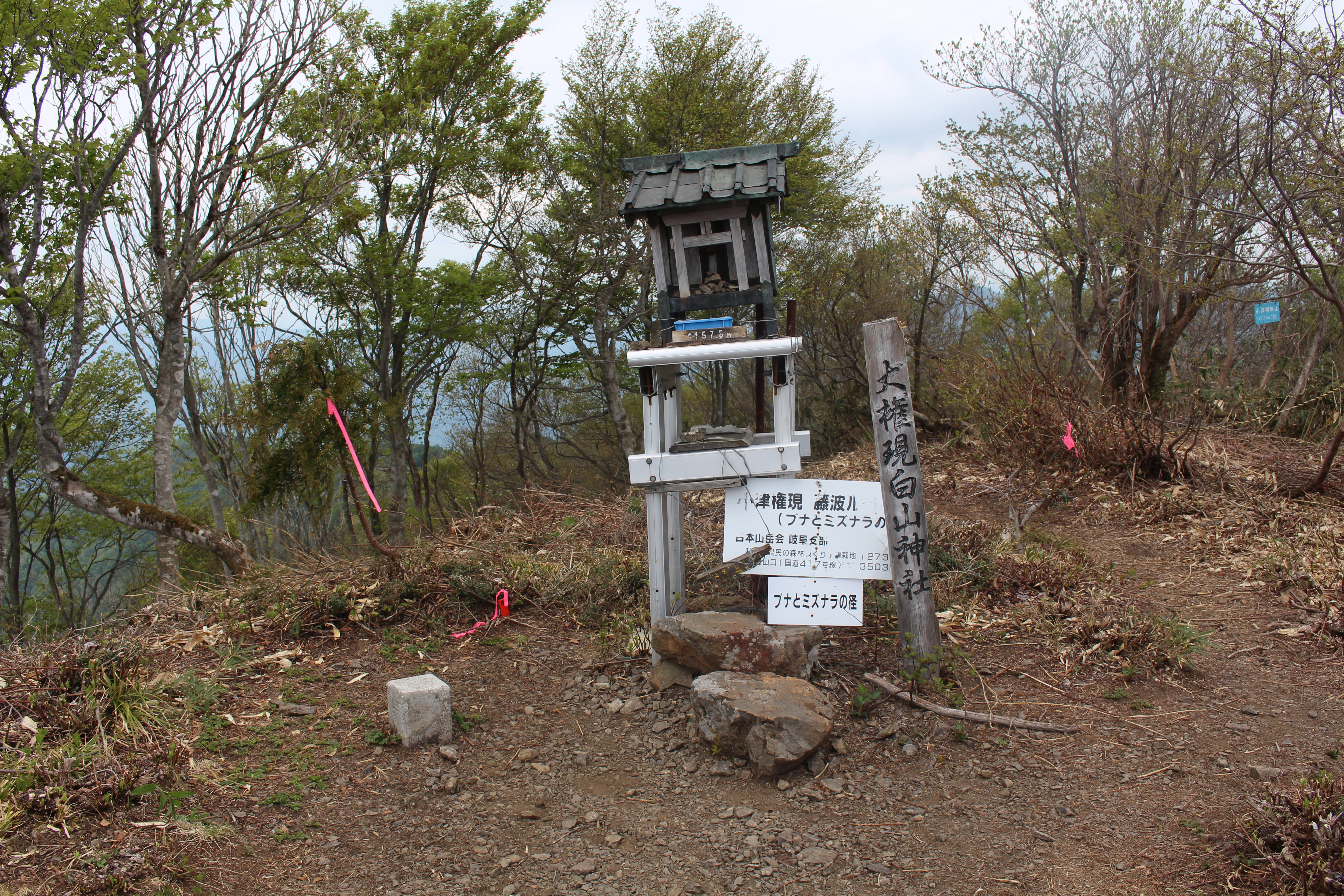
小津権現山の山頂の二等三角点と大権現白山神社の祠
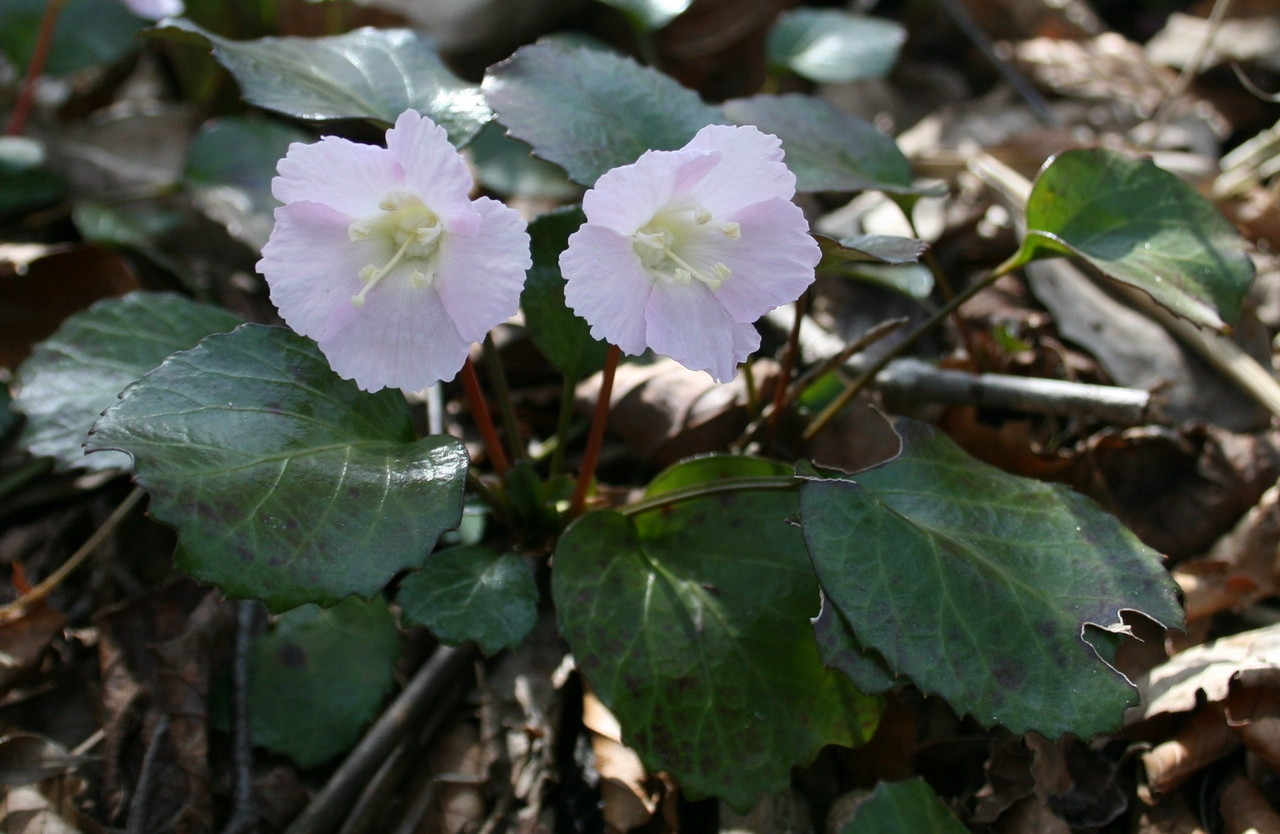
春に登山道脇ではイワウチワの花が見られる
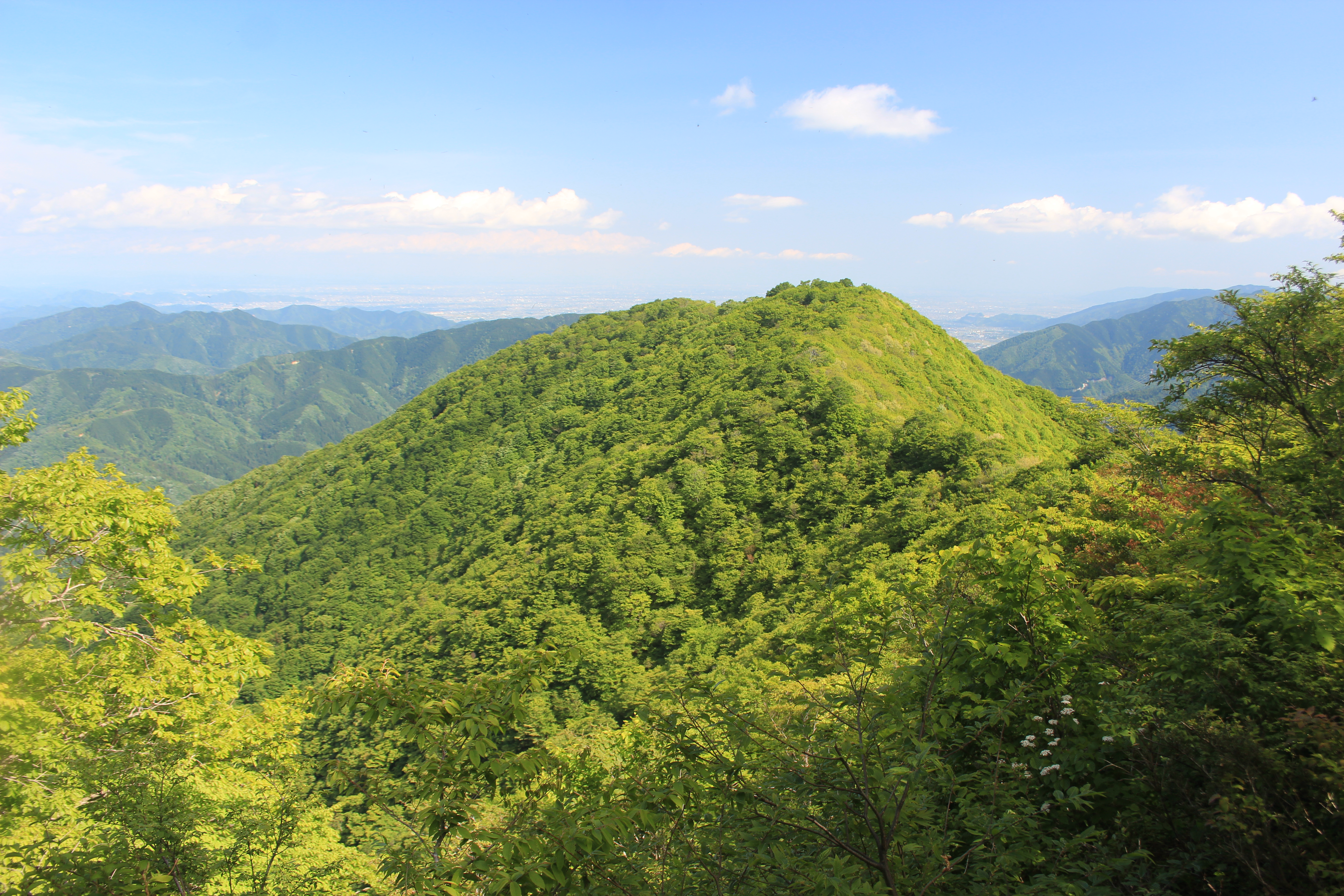
前衛峰から望む新緑の高屋山

## 地理

### 周辺の山
北側の能郷白山から派生する尾根上にあり、その終端となる山で揖斐川から分岐する小津川と揖斐川で囲まれた範囲で山域が途切れる。
山頂から尾根が花房山と雷倉へと延び、そこから北側の能郷白山方面へ尾根が続く。
| 山容                                        | 山名       | 標高（m） | 三角点等級 基準点名 | 小津権現山からの 方角と距離（km） | 備考                      |
| ------------------------------------------- | ---------- | --------- | ------------------- | --------------------------------- | ------------------------- |
| 小津権現山から望む能郷白山（2013年1月13日） | 能郷白山   | 1,617.37  | 一等 「能郷白山」   | 北 18.4                           | 日本二百名山              |
|                                             | 小津権現山 | 1,157.70  | 二等 「小津」       | 0                                 | 小津三山の南端            |
| 小津権現山から望む金糞岳（2010年3月22日）   | 金糞岳     | 1,317     |                     | 西南西 15.2                       | 滋賀県の第2高峰           |
| 小津権現山から望む伊吹山（2009年3月30日）   | 伊吹山     | 1,377.33  | 一等 「伊吹山」     | 南南西 21.5                       | 日本百名山 滋賀県の最高峰 |

### 源流の河川
西側に揖斐川が流れ、横山ダム（奥いび湖）の東3.6 kmに位置し、久瀬ダムの北4 kmに位置する。以下の伊勢湾へ流れる揖斐川の支流の源流となる山である。
- 矢中谷・藤波谷・大蔵谷：揖斐川の支流。
- 杉谷：小津川の支流。

### 交通・アクセス
南西山麓の揖斐川右岸沿いに国道303号が通り、西山麓に国道417号が通り、東山麓の揖斐川町小津に岐阜県道268号神原西津汲線が通る。周辺の山域には、南東には杉谷林道が通り、北東山腹のモレ谷林道、北山腹の矢中谷沿いなどに林道が通る。南東山麓には東海自然歩道が通る。南山麓の国道303号の東津汲に、養老鉄道養老線揖斐川から揖斐川町コミュニティバス揖斐川北部線のバス停がある。
- 樽見鉄道樽見線神海駅の西北西15 kmに位置する[2]。
- 養老鉄道養老線の終着駅である揖斐駅の北北西16 kmに位置する。
- 東海環状自動車道大垣西インターチェンジの北北西28 kmに位置する。

## 小津権現山の風景と展望

### 小津権現山の風景

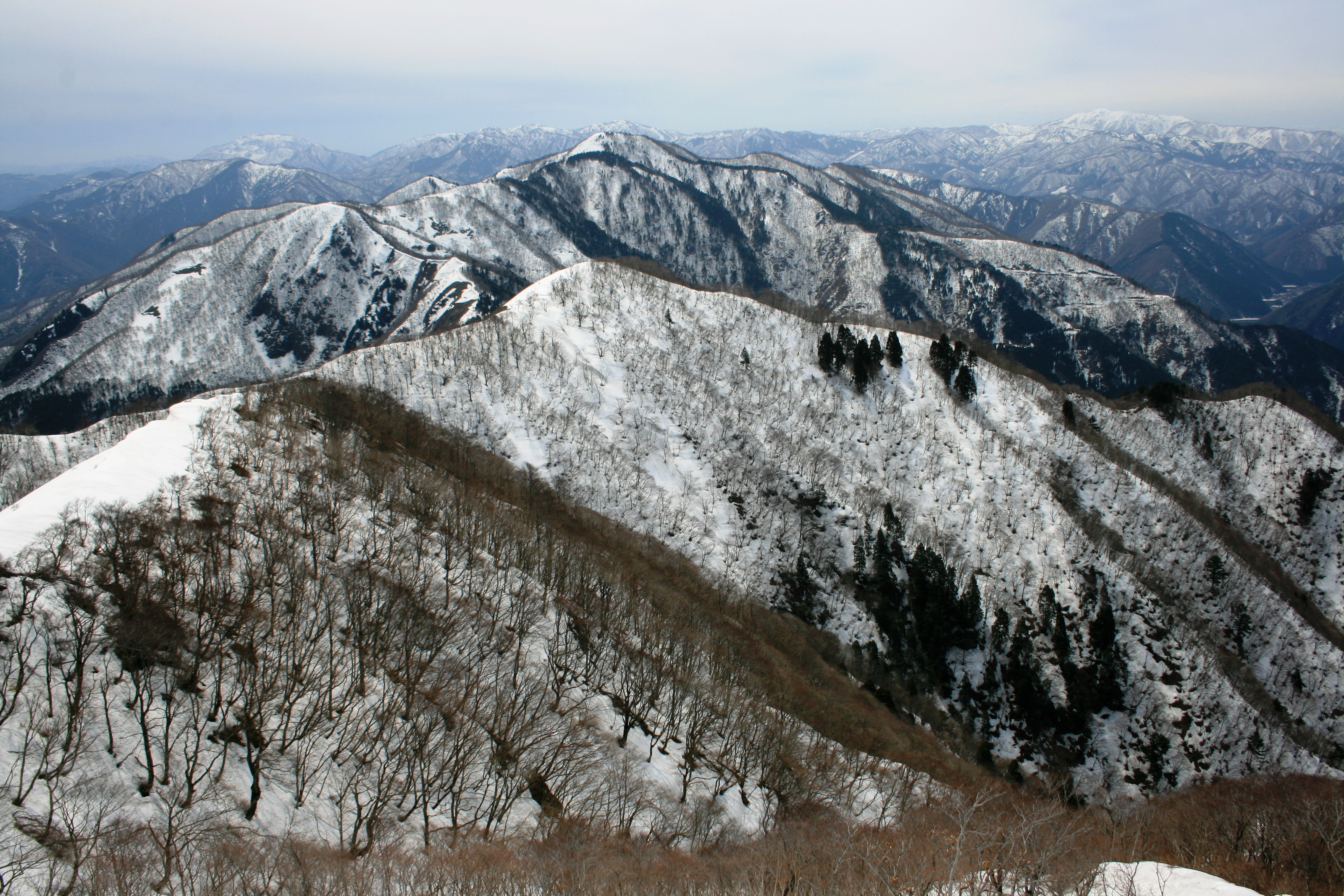
花房山から望む小津権現山
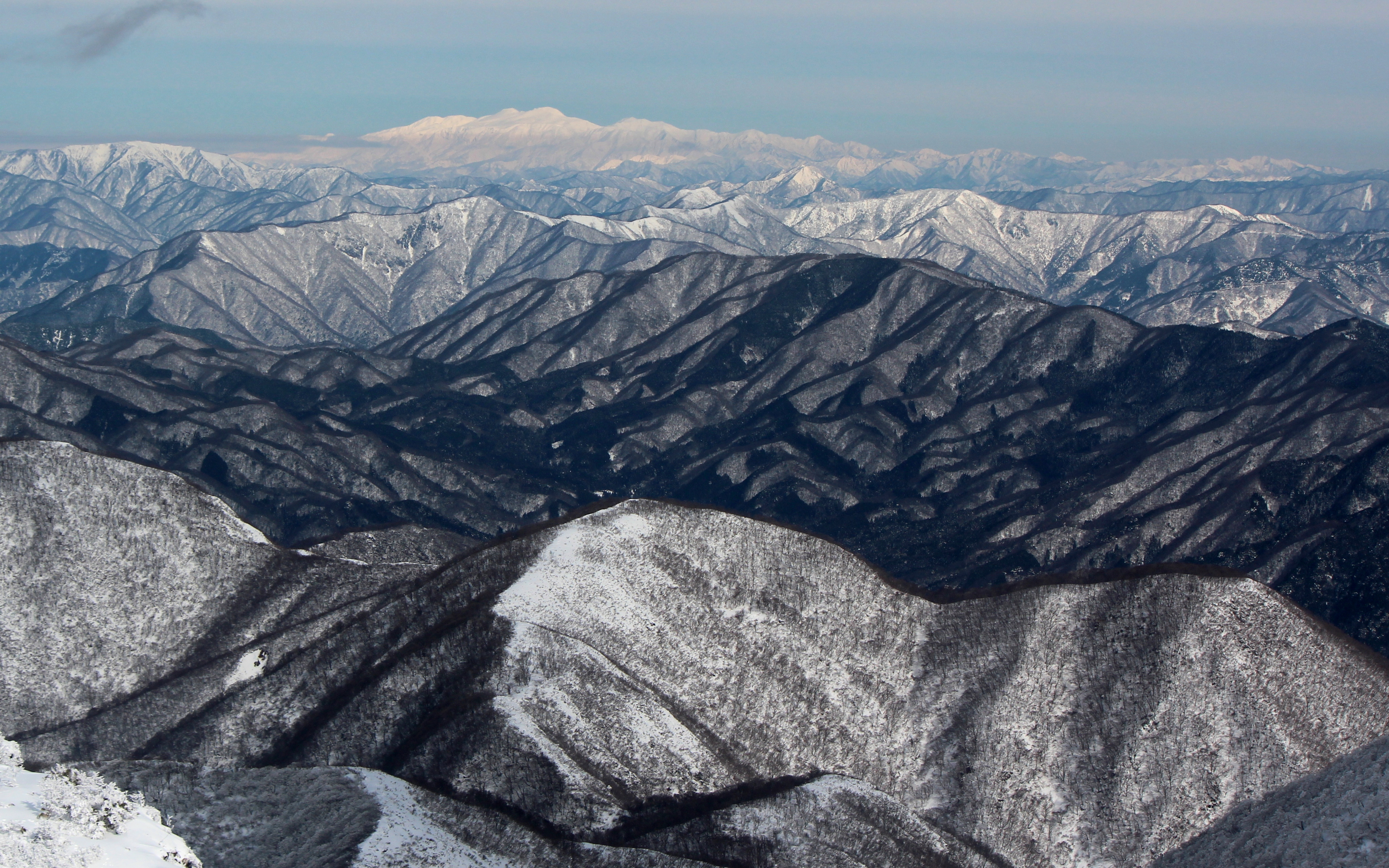
南南西の伊吹山から望む小津三山（左から小津権現山、花房山雷倉）、遠景は白山
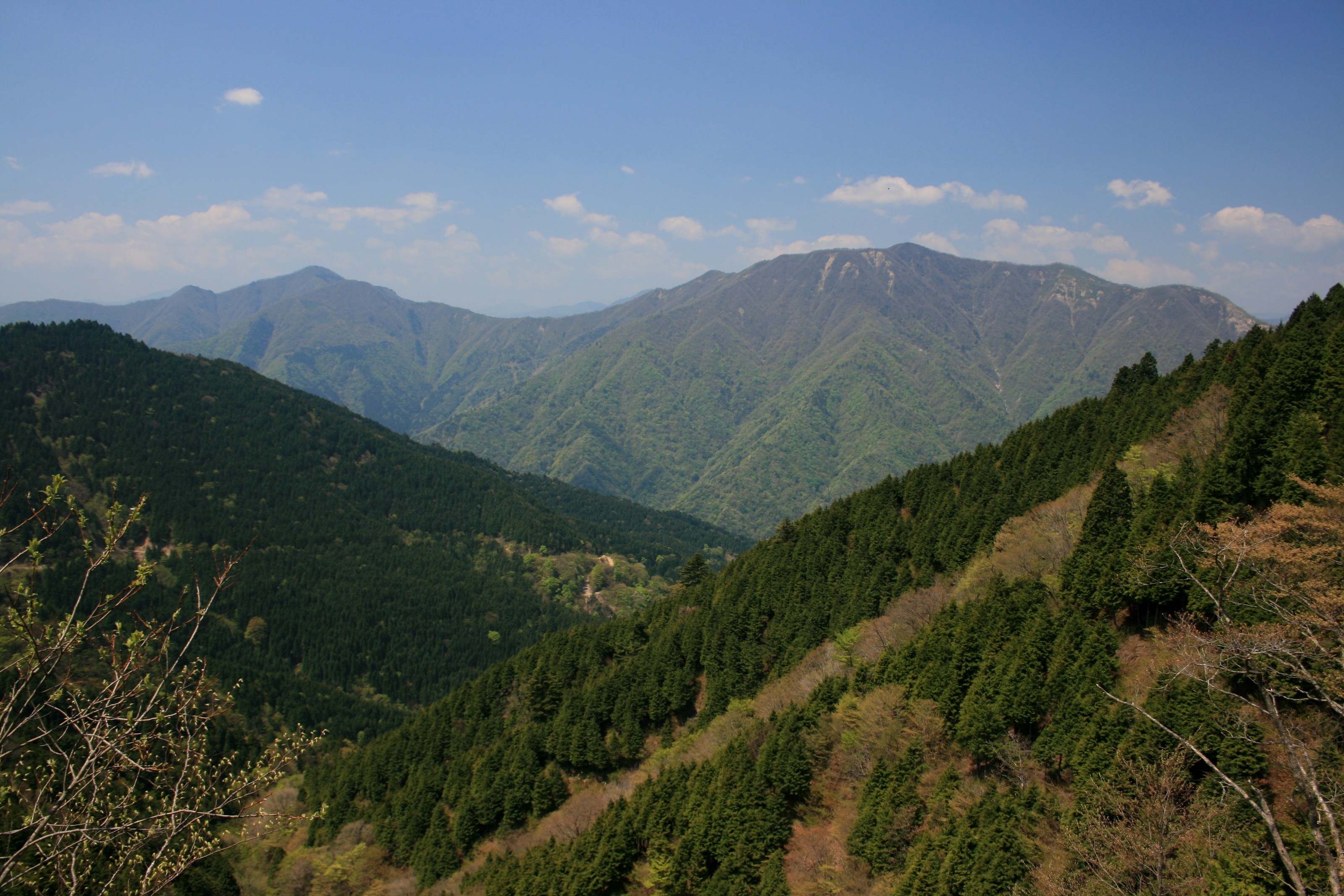
東側から望む小津権現山（左）と花房山（右）
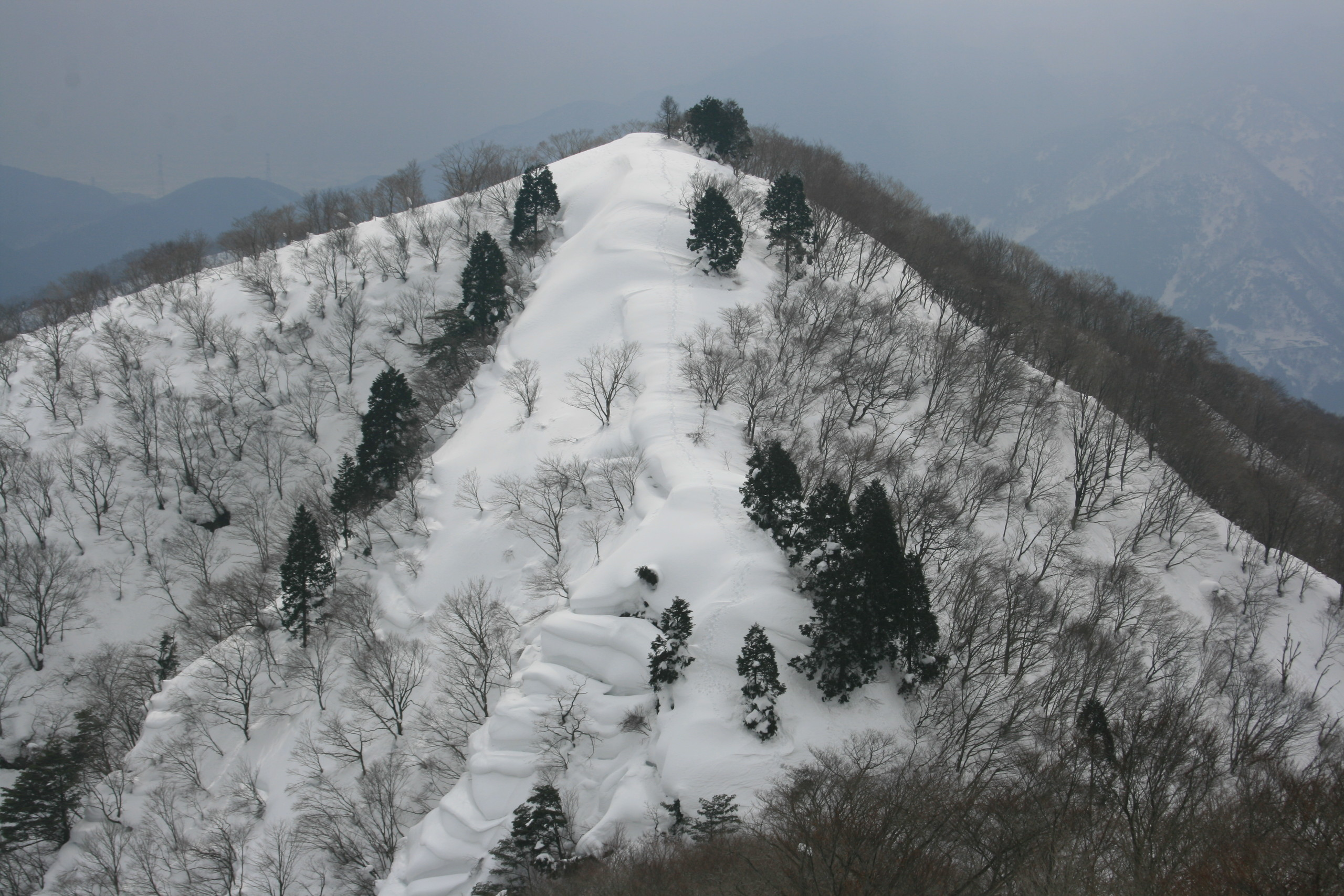
山頂から望む厳冬期の前衛峰とその稜線の雪庇

### 小津権現山からの展望

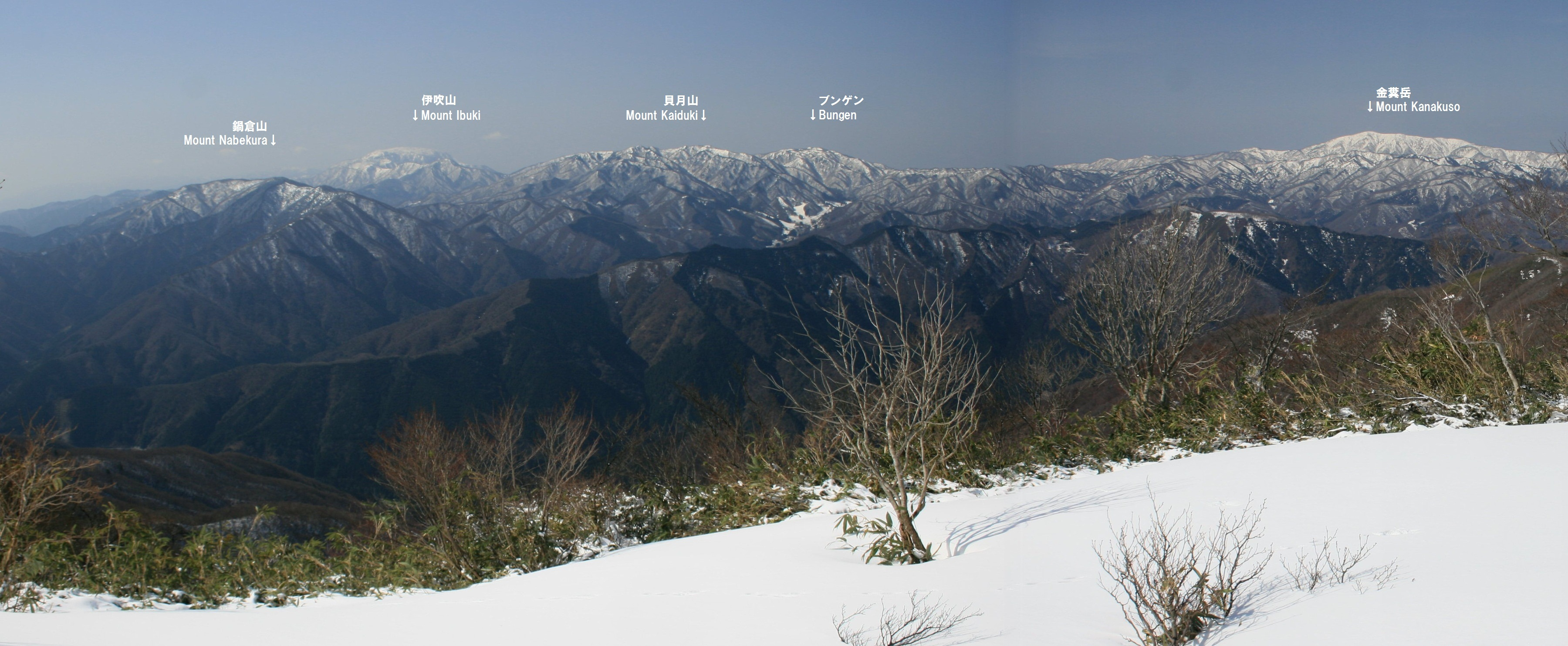
南側の展望、左から鍋倉山、伊吹山、貝月山、ブンゲン、金糞岳
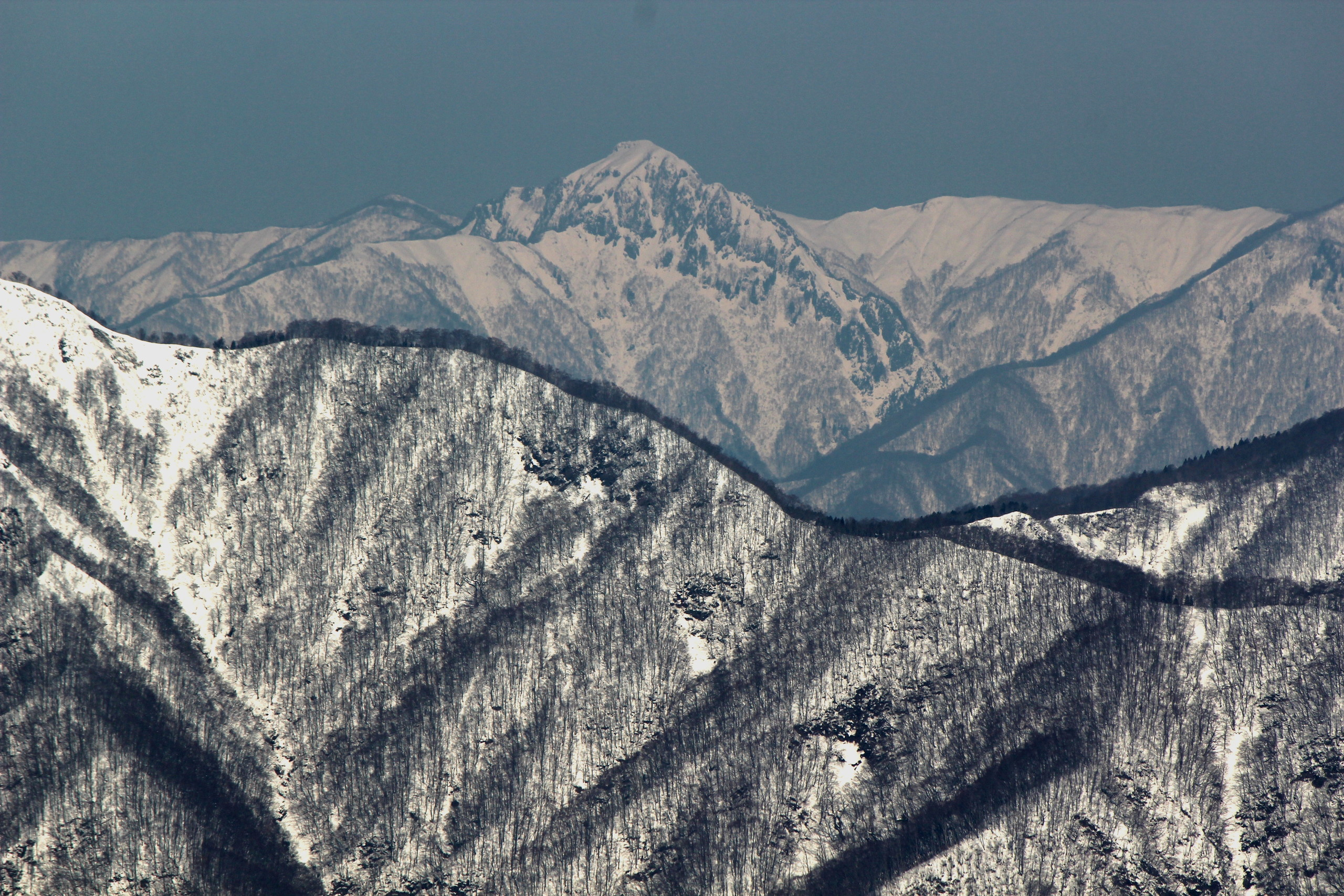
北北西に遠望する冠山 (岐阜・福井県境)
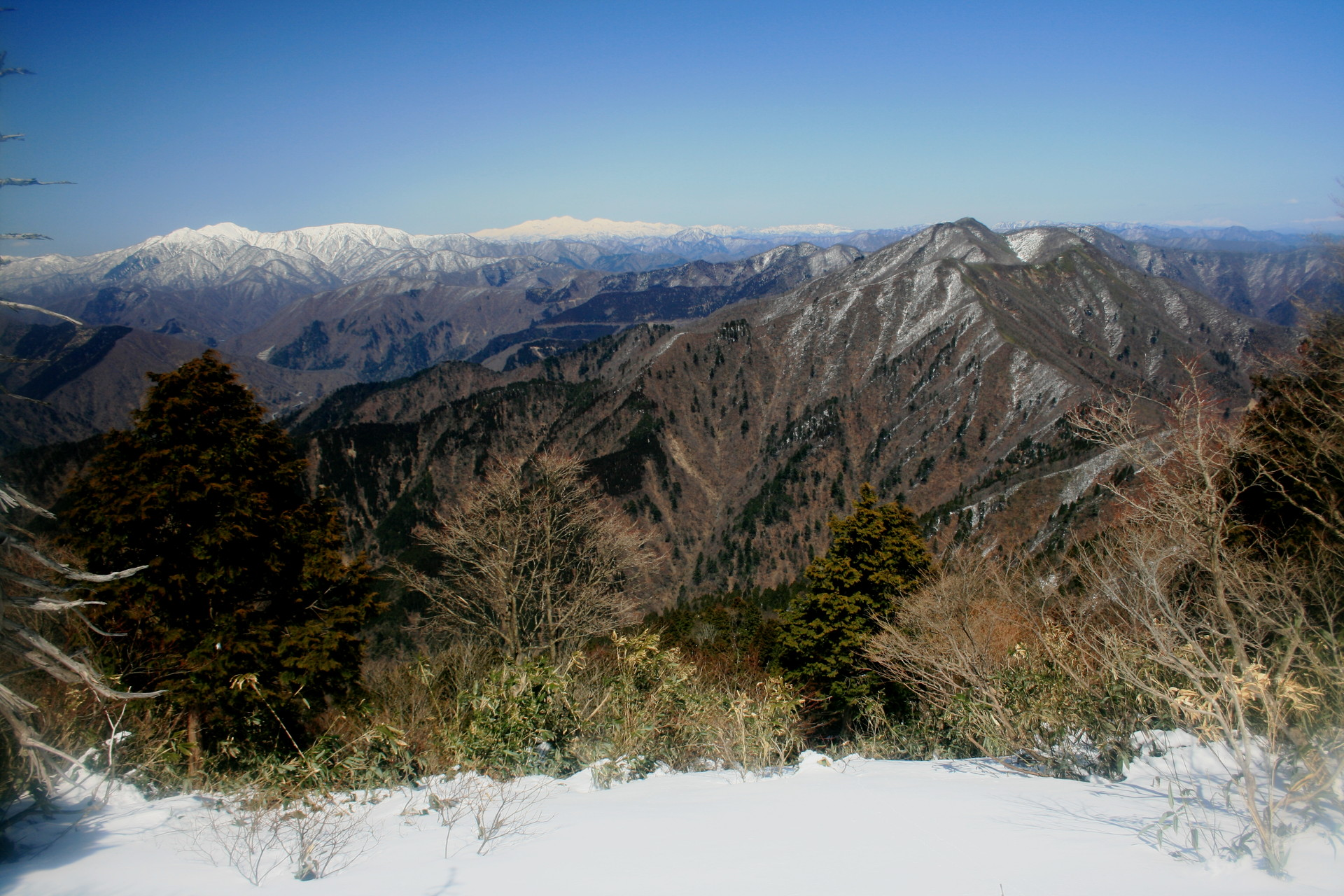
北側の展望、花房山と遠景は能郷白山と白山
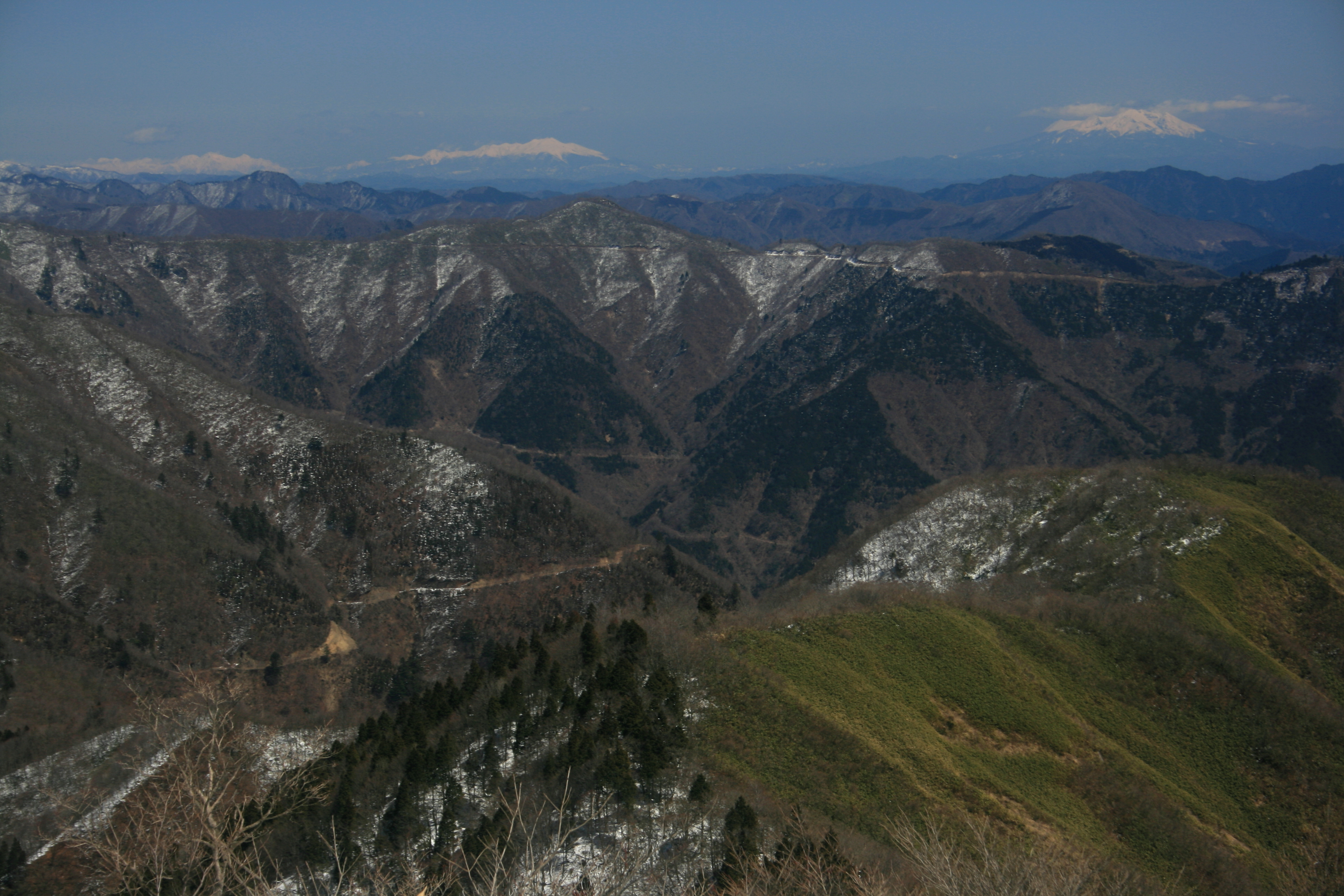
北東側の展望、雷倉の稜線越しに、左から飛騨山脈（北アルプス）の穂高岳と乗鞍岳、御嶽山